# Schnelle Brigade 30 (Wehrmacht)
Die Schnelle Brigade 30 war eine deutsche Brigade der schnellen Truppe im Zweiten Weltkrieg.

## Brigadegeschichte
Am 22. Februar 1943 wurde im Wehrkreis XIII für den Einsatz an der Westfront das Reserve-Radfahr-Regiment 30 gebildet. Es waren insgesamt fünf Reserve-Radfahr-Abteilungen (5, 7, 13, 17 und 18) zugeordnet, welche später in schnelle Abteilungen umbenannt wurden.
Ab Mai 1943 war das Reserve-Radfahr-Regiment 30 die schnelle Brigade 30. Die schnelle Brigade 30 wurde als Heerestruppenteil anfangs in Belgien beim LXVII. Armeekorps eingesetzt und kam im gleichen Jahr nach Nordwestfrankreich zum AOK 7. Nach der schematischen Kriegsgliederung am 6. Juni 1944 war die Brigade hier im LXXXIV. Armeekorps in der Normandie in Coutances auf der Halbinsel Cotentin, wobei nur die schnelle Abteilungen 513, 517 und 518 mit in der Brigade waren. Die Brigade erreichte eine Stärke von etwa 1.800 Mann.

## Gliederung
1943
- schnelle Abteilung 505 (bis 1944)
- schnelle Abteilung 507 (bis 1944)
- schnelle Abteilung 513
- schnelle Abteilung 517
- schnelle Abteilung 518

April 1944
- schnelle Abteilung 513 mit
  - 1. Kompanie mit vierzehn Maschinengewehren und drei Granatwerfern
  - 2. Kompanie mit siebenzehn Maschinengewehren und drei Granatwerfern
  - 3. Kompanie mit zweiundzwanzig Maschinengewehren und drei Granatwerfern
- schnelle Abteilung 517 mit
  - 1. Kompanie mit achtzehn Maschinengewehren und fünf Granatwerfern
  - 2. Kompanie mit siebenzehn Maschinengewehren und vier Granatwerfern
  - 3. Kompanie mit neun Maschinengewehren, vier Granatwerfern, zwei Paks und fünf selbst fahrende 4,7-cm-PAK
- schnelle Abteilung 518 mit
  - 1. Kompanie mit elf Maschinengewehren und drei Granatwerfern
  - 2. Kompanie mit elf Maschinengewehren und drei Granatwerfern
  - 3. Kompanie mit acht Maschinengewehren und drei Granatwerfern